# 蜗牛回忆录
是2024年上映的澳大利亚成人悲喜剧定格动画，由亚当·艾略特担任导演、编剧、制片，演员阵容包括莎拉·史努克、寇帝·史密-麥菲、艾瑞克·巴納、瑪格達·蘇班斯基、多米尼克·皮侬、托尼·阿姆斯特朗、保罗·卡普西斯、伯尼·克利福德、戴维·汤普森、夏洛特·贝尔斯、梅森·里索斯、尼克·凱夫和賈姬·威佛。电影以艾略特的真实人生为蓝本，讲述索居离群的格蕾丝·普德尔从童年到成年所经历的考验与磨难。
电影于2024年6月10日在2024年安纳西国际动画电影节首映，获最佳影片水晶奖。同年10月17日在澳大利亚上映，由狂人娱乐发行。中国大陆确定于2025年内上映，档期待定。电影提名第97屆奧斯卡金像獎最佳動畫片獎，是继《安諾瑪麗莎》后第二部提名奥斯卡的限制级成人动画电影，也是第二部获提名的定格动画。

## 剧情
1970年代的澳大利亚墨尔本，年轻的格蕾丝·普德尔与双胞胎弟弟吉尔伯特、曾从事伐木工作但截瘫、酗酒的法国父亲珀西生活在一起。受在她童年时身故的母亲影响，格蕾丝有收集蜗牛的爱好。姐弟二人相互扶持，关系亲近，每当格蕾丝因唇腭裂被同学嘲笑时，吉尔伯特都会挺身维护。
珀西在睡梦中离世后，姐弟二人被送到澳大利亚东西两边的收养家庭生活，就此分离。格蕾丝被送到堪培拉，受到养父伊恩和养母纳蕾尔的亲切对待，但由于是交换夫妻，他们经常不在格蕾丝身边。吉尔伯特被送到珀斯的农民家庭，这一家人是原教旨主义者，对吉尔伯特尖酸刻薄，尤其是养母露丝。若干年后，吉尔伯特给格蕾丝写信，答应长大后会找她，跟她重逢。格蕾丝带着这个希望生活下去，但始终交不到朋友，没有生活激情，只能将精神寄托在疯狂购买搜集大量与蜗牛相关的产品和收藏品。
到青少年时期，格蕾丝与古怪但善良的老年妇女平姬成为朋友。平姬也有过一些悲惨遭遇，失去了两人丈夫，丢掉了许多工作，但总能在生活中找到一线希望。伊恩和纳蕾尔加入裸体团体，过上退休生活后，平姬成为格蕾丝的养母，支撑着沮丧、没有目标感的格蕾丝度过青春期。与此同时，吉尔伯特继续遭受养父母的虐待，只有他们的小儿子本仰慕他，钦佩他叛逆不羁。
成年后，格蕾丝爱上新邻居肯，对方是微波炉修理工。两人恋情发展迅速，以至于肯主动向格蕾丝求婚。然而结婚当天，格蕾丝从露丝的来信中收到吉尔伯特在火灾中丧生的噩耗。劇中揭露吉尔伯特爱上了本，但是恐同的养母露丝发现他们的关系后，对他们进行电击折磨。格蕾丝听闻后伤心欲绝，精神更加抑郁，囤货及暴饮暴食的行为愈加激烈。有一天，格蕾丝无意中看到肯的剪贴簿，发现肯迷恋迷恋大号女性，所以一直给他喂东西吃，让她增重。獲悉真相的格蕾丝与肯离婚后，只有平姬默默支持她，帮她减肥。格蕾丝开始后悔把钱花在买蜗牛主题的东西上，而不是在吉尔伯特还活着的时候找到他。
不久后，平姬患上阿爾茨海默病，格蕾丝在旁照顾。几个月后，平姬离开人世，去世前她一直在提馬鈴薯，格蕾丝听完相当困惑。格蕾丝将平姬的骨灰安葬在她的菜园，又放了自己珍藏的一罐蜗牛，希望蜗牛能陪伴她。格蕾丝孤身一人，生活无依无靠，万籁俱灰之下，想服毒自杀。但在最后关头，她突然想起平姬在馬鈴薯田里埋了一箱留给他的积蓄，赶紧把毒药吐了出来。而箱子里还有一封平姬写的信，平姬在信中感谢格蕾丝多年来的照顾，鼓励她开启新生活，勇敢摆脱过往磨难和创伤的束缚。格蕾丝谨遵平姬教诲，先是把自己收集的所有蜗牛主题藏品销毁，只留下生父珀西给她做的牛仔帽。
多年后，格蕾丝过上了稳定的生活，开始追逐成为定格动画师的梦想。在她的短片放映会上，吉尔伯特突然出现，与她重逢。原来他在當年的火灾中幸存下来，之后一直在找格蕾丝。姐弟俩相拥而泣，再次幸福地生活在一起。按照父亲意愿，两人来到儿时常去的月亮公園，一边坐着公园的过山车，一边抛洒他的骨灰。

## 配音阵容
- 莎拉·史努克 饰 格蕾丝·普德尔（Grace Pudel）[5]
  - 夏洛特·贝尔斯（Charlotte Belsey）饰 年轻的格蕾丝
- 寇帝·史密-麥菲 饰 吉尔伯特·普德尔（Gilbert Pudel）[10]
  - 梅森·里索斯（Mason Litsos） 饰 年轻的吉尔伯特
- 賈姬·威佛 饰 平姬（Pinky），曾是桌上舞者，格蕾丝的挚友[11]
- 艾瑞克·巴納 饰 詹姆斯（James），地方法官[10]
- 瑪格達·蘇班斯基 饰 露丝·阿普尔比（Ruth Appleby），吉尔伯特的养母，虔诚，但有虐待倾向
- 多米尼克·皮侬（英语：Dominique Pinon） 饰 珀西·普德尔（Percy Pudel），格蕾丝与肯的生父[10]
- 托尼·阿姆斯特朗（英语：Tony Armstrong (Australian rules footballer)） 饰 肯（Ken），修理工，曾与格蕾丝结婚[10]
- 保罗·卡普西斯（英语：Paul Capsis） 饰 伊恩（Ian）和纳蕾尔（Narelle），交换夫妻，格蕾丝的养父母[10]
- 伯尼·克利福德（Bernie Clifford）饰 欧文·阿普尔比（Owen Appleby），吉尔伯特的养父
- 戴维·汤普森（Davey Thompson）饰 本·阿普尔比（Ben Appleby），吉尔伯特寄养家庭的小儿子
- 尼克·凱夫 饰 比尔·克拉克（Bill Clarke），平姬第二任丈夫

## 制片
电影共历时八年时间开发。摄影于2023年5月在墨尔本启动。2024年2月，莎拉·史努克宣布担任主演。

## 发行
电影于2024年6月10日在安錫國際動畫影展首映，获最佳影片水晶奖。电影于2024年10月17日在澳大利亚上映，由狂人娱乐发行。

## 反响

### 专业评价
根据評論匯總网站爛番茄汇总的131篇评论文章，95%的评论家给予该作正面评价，平均打分为8.3分（满分10分）。该网站总结的评论家共识是“《蜗牛回忆录》这部定格动画讲述了希望战胜生命的绝望，人性得以保留，是一个巧妙、感人的故事。” 在Metacritic上，24位影評人共給予了81分的分數（滿分100分），這部電影獲得了「一致好評」。
《綜藝》的彼得·德布吕格（Peter Debruge）称赞导演亚当·艾略特致力于“黑暗而又令人惊讶的动人故事讲述方式”，并称赞了电影的配音演员和配乐。Deadline Hollywood的斯蒂芬妮·班伯里（Stephanie Bunbury）注意到剧情和对话中存在重复元素，但认为这些缺陷体现片中人类不完美的主题。

### 奖项
| 大奖                   | 颁奖日期       | 奖项                   | 获得者                                                                                    | 结果      | 参考          |
| ---------------------- | -------------- | ---------------------- | ----------------------------------------------------------------------------------------- | --------- | ------------- |
| 安錫國際動畫影展       | 2024年6月15日  | 最佳影片水晶奖         | 《蜗牛回忆录》                                                                            | 獲獎      | [ 15 ]        |
| 渥太华国际动画节       | 2024年9月28日  | 动画片大奖             | 《蜗牛回忆录》                                                                            | 提名      | [ 18 ]        |
| 渥太华国际动画节       | 2024年9月28日  | 动画片大奖 – 特别提名  | 《蜗牛回忆录》                                                                            | 獲獎      | [ 18 ]        |
| 錫切斯電影節           | 2024年10月13日 | 最佳动画片             | 《蜗牛回忆录》                                                                            | 獲獎      | [ 19 ] [ 20 ] |
| 米尔谷电影节           | 2024年10月16日 | 最佳动画片             | 《蜗牛回忆录》                                                                            | 獲獎      | [ 21 ]        |
| 倫敦影展               | 2024年10月20日 | 最佳影片               | 《蜗牛回忆录》                                                                            | 獲獎      | [ 22 ] [ 23 ] |
| 亚太电影奖             | 2024年11月30日 | 最佳動畫片             | 亚当·艾略特、莉兹·科尔尼（Liz Kearney）                                                   | 提名      | [ 24 ]        |
| Astra电影奖            | 2024年12月8日  | 最佳动画片             | 《蜗牛回忆录》                                                                            | 提名      | [ 25 ]        |
| 华盛顿特区影评人协会   | 2024年12月8日  | 最佳动画片             | 《蜗牛回忆录》                                                                            | 提名      | [ 26 ]        |
| 聖地牙哥影評人協會     | 2024年12月9日  | 最佳动画片             | 《蜗牛回忆录》                                                                            | 提名      | [ 27 ]        |
| 芝加哥影评人协会       | 2024年12月12日 | 最佳动画片             | 《蜗牛回忆录》                                                                            | 提名      | [ 28 ]        |
| 圣路易斯影评人协会     | 2024年12月15日 | 最佳动画片             | 《蜗牛回忆录》                                                                            | 提名      | [ 29 ]        |
| 舊金山灣區影評人協會   | 2024年12月15日 | 最佳动画片             | 《蜗牛回忆录》                                                                            | 提名      | [ 30 ]        |
| 多伦多影评人协会       | 2024年12月15日 | 最佳动画片             | 《蜗牛回忆录》                                                                            | Runner-up | [ 31 ]        |
| 纽约在线影评人协会     | 2024年12月16日 | 最佳动画片             | 《蜗牛回忆录》                                                                            | 提名      | [ 32 ]        |
| 佛罗里达影评人协会     | 2024年12月20日 | 最佳动画片             | 《蜗牛回忆录》                                                                            | 提名      | [ 33 ]        |
| 奥斯汀影评人协会       | 2025年1月6日   | 最佳动画片             | 《蜗牛回忆录》                                                                            | 提名      | [ 34 ]        |
| 奥斯汀影评人协会       | 2025年1月6日   | 最佳配音/动画/数字表演 | 莎拉·史努克                                                                               | 提名      | [ 34 ]        |
| 金球獎                 | 2025年1月5日   | 最佳動畫               | 《蜗牛回忆录》                                                                            | 提名      | [ 35 ] [ 36 ] |
| 卫星奖                 | 2025年1月26日  | 最佳動畫或混合媒體     | 《蜗牛回忆录》                                                                            | 提名      | [ 37 ]        |
| 评论家选择电影奖       | 2025年2月7日   | 最佳動畫               | 《蜗牛回忆录》                                                                            | 提名      | [ 38 ]        |
| 澳大利亞影視藝術學院獎 | 2025年2月7日   | 最佳電影               | 亚当·艾略特、莉兹·科尔尼（Liz Kearney）                                                   | 提名      | [ 39 ]        |
| 澳大利亞影視藝術學院獎 | 2025年2月7日   | 最佳导演               | 亚当·艾略特                                                                               | 提名      | [ 39 ]        |
| 澳大利亞影視藝術學院獎 | 2025年2月7日   | 最佳剧本               | 亚当·艾略特                                                                               | 提名      | [ 39 ]        |
| 澳大利亞影視藝術學院獎 | 2025年2月7日   | 最佳男主角             | 寇帝·史密-麥菲                                                                            | 提名      | [ 39 ]        |
| 澳大利亞影視藝術學院獎 | 2025年2月7日   | 最佳女主角             | 莎拉·史努克                                                                               | 獲獎      | [ 39 ]        |
| 澳大利亞影視藝術學院獎 | 2025年2月7日   | 最佳女配角             | 賈姬·威佛                                                                                 | 獲獎      | [ 39 ]        |
| 澳大利亞影視藝術學院獎 | 2025年2月7日   | 最佳摄影               | 杰拉德·汤普森（Gerald Thompson）                                                          | 提名      | [ 39 ]        |
| 澳大利亞影視藝術學院獎 | 2025年2月7日   | 最佳剪辑               | 比尔·墨菲（Bill Murphy）                                                                  | 提名      | [ 39 ]        |
| 澳大利亞影視藝術學院獎 | 2025年2月7日   | 最佳配乐               | 艾琳娜·卡茨-切尔宁                                                                        | 提名      | [ 39 ]        |
| 澳大利亞影視藝術學院獎 | 2025年2月7日   | 最佳音效               | 大卫·威廉姆斯（David Williams）、安迪·怀特、李逸（Lee Yee）、迪伦·伯吉斯（Dylan Burgess） | 提名      | [ 39 ]        |
| 澳大利亞影視藝術學院獎 | 2025年2月7日   | 最佳制作设计           | 亚当·艾露特                                                                               | 提名      | [ 39 ]        |
| 安妮獎                 | 2025年2月8日   | 最佳独立制作动画片     | 《蜗牛回忆录》                                                                            | 提名      | [ 40 ]        |
| 安妮獎                 | 2025年2月8日   | 最佳编剧               | 亚当·艾略特                                                                               | 提名      | [ 40 ]        |
| 女性电影记者联盟       | 2025年1月7日   | 最佳动画片             | 《蜗牛回忆录》                                                                            | 提名      | [ 41 ]        |
| 女性电影记者联盟       | 2025年1月7日   | 最佳动画配音           | 莎拉·史努克                                                                               | 提名      | [ 41 ]        |
| 女性电影记者联盟       | 2025年1月7日   | 最佳动画配音           | 賈姬·威佛                                                                                 | 提名      | [ 41 ]        |
| 奥斯卡金像奖           | 2025年3月2日   | 最佳動畫片             | 亚当·艾略特、莉兹·科尔尼                                                                  | 提名      | [ 42 ]        |